# Verhnyaja Tojma
Verhnyaja Tojma (oroszul: Верхняя Тойма) falu Oroszország Arhangelszki területén, a Verhnyaja Tojma-i járás székhelye.
Lakossága: 3462 fő (a 2010. évi népszámláláskor).

## Fekvése
Az Arhangelszki terület központi részén, az Északi-Dvina jobb partján, a Verhnyaja Tojma folyó torkolatánál helyezkedik el. Távolsága az északnyugatra lévő Arhangelszktől 457 km-re. A legközelebbi város és vasútállomás a 160 km-re délkeletre fekvő Kotlasz, illetve a közelében lévő Jadriha állomás.

## Története
Írott forrás, egy novgorodi fejedelem által 1137-ben kiadott alapító okirat említi először. 1478-ban a Moszkvai nagyfejedelemség része lett. A 19. században a körzet közigazgatási székhelyeként viszonylag jelentős kereskedelmet folytatott. A szovjet időszakban, 1924-től járási székhely volt.

## Közlekedés
A regionális jelentőségű Arhangelszk–Bereznyik–Kotlasz közút az Északi-Dvina bal partján halad, melyhez a faluból nyáron komppal, télen a befagyott folyó jegén lehet átjutni. Bereznyik és Kotlasz között távolsági autóbuszjáratok közlekednek, és nyáron a Dvinán személyszállító hajójáratok indulnak. Tavasszal és ősszel a falu szinte megközelíthetetlen. 
A 20. század közepén könnyebb gépek fogadására alkalmas repülőtér épült, és rendszeres repülőjáratok érintették a falut. A 2010-es évek elején a repülőtér elhanyagolt állapotban volt, a légi közlekedés megszűnt. 